# Moraea vuvuzela
Moraea vuvuzela är en växt som upptäcktes utanför Worcester i Västra Kapprovinsen, Sydafrika av miljöaktivisten Anso Le Roux (på två ställen mellan Rawsonville och Villiersdorp).
Växten namngavs i samband med världsmästerskapet i fotboll 2010 som hölls under juni–juli 2010 i Sydafrika och fick därför namnet vuvuzela efter den smala sydafrikanska trumpet som användes flitigt under mästerskapet. De som vetenskapligt beskrev växten och ordnade den taxonomiskt var den sydafrikanska biologen John Manning på South African National Biodiversity Institute (SANBI) och den amerikanska biologen Peter Goldblatt. De enda två kända populationerna av Moraea vuvuzela är båda hotade på grund av bland annat jordbruk, men särskilt på grund av utvidgningen av dammen Brandvlei Dam. Många av växterna kan också ha försvunnit vid översvämningarna av Theewaterskloof Dam.

### Fotnoter
1. 1 2 3 4  ”New plant species honours SA's hosting of the FIFA World Cup” (på engelska). SANBI. 14 juni 2010. http://www.sanbi.org/index.php?option=com_content&view=article&id=973:new-plant-species-honours-sas-hosting-fo-the-fifa-world-cup&catid=66:research-news. Läst 30 juli 2011.
2. 1 2  ”SA botany now has vuvuzelas” (på engelska). afrol News. 9 juli 2010. http://www.afrol.com/articles/36478. Läst 30 juli 2011.